# طه عبد الله الماحي
الفريق ركن طه عبد الله الماحي من شهداء طائرة الناصر التي سقطت في نهر أعالي النيل بملكال وكان على متنها عدد من المسؤولين وعلى رأسهم المشير الزبير محمد صالح نائب رئيس الجمهورية.

## سيرة ذاتية
- رقم البطاقة: 3729
- الرتبة: فريق
- الدفعة: 24

## مكان وتاريخ الميلاد
- ولد في 9/6/1951م في الولاية الشمالية - دنقلا - القولد - قرية سلقي.
- تاريخ التجنيد: 1/1/1972.
- تاريخ التعيين: 1/1/1973.

## المراحل التعليمية
تعلم في مدرسة دمبو سلقي الابتدائية ثم اكمل الابتدائي في الحلة الجديدة والمتوسط والثانوي في مدرسة جمال عبد الناصر في معية جده عابدين علي الملك، ثم تم قبوله في الكلية الحربية.

## الدورات
- فرقة مدفعية القوات المدرعة في 1/9/1974.
- قادة فصائل دبابات جمهورية مصر العربية في 12/2/1977م حتى 2/6/1977.
- قادة كتائب في 15/8/1987م حتى 13/2/1988.

## الوحدات التي عمل بها
- المنطقة الجنوبية في 13/1/1973
- سلاح المدرعات في 23/3/1974
- مكتب السيد نائب هيئة الاركان امداد في 24/5/1986
- مكتب السيد نائب هيئة الاركان إدارة في 13/3/1988
- الفرقة السابعة في 9/8/1989
- فرع الامداد والتموين في 20/7/1995
- إدارة الشئون العامة في 12/7/1996
- منطقة اعالي النيل العسكرية في 27/10/1996

## الترقيات
- ملازم أول في العام 1976م
- نقيب 1978
- رائد 1982
- مقدم 1986
- عقيد 1990
- عميد 1996
- فريق عند استشهاده 12/2/1998

## الوفاة
استشهد في 12/2/1998م في مدينة الناصر اثر حادث طائرة النائب الأول لرئيس الجمهورية المشير الزبير محمد صالح.

## تخليداً لإسمه
سمي مدينة الشهيد طه الماحي جوار سلاح المدرعات وغرب جبرة في الخرطوم وايضا سمي ميدان ملكال في الجنوب باسمة ومدرسة الشهيد طه الماحي المشتركة بنين وبنات بقرية دمبو بالقولد وايضا مدرسة الشهيد طه الماحي الاساسية بقريته سلقي.